# Félix Wielemans
Félix Maximilien Eugène Wielemans (født 10. januar 1863 i Gent, død 5. januar 1917 i Houtem) var en belgisk officer.
Han blev officer i fodfolket 1881 og var ved 1. verdenskrigs begyndelse oberst. Han ansattes i generalstaben og blev som generalstabschef hos kong Albert til sin død den egentlige leder af operationerne. Wielemans udviste stor dygtighed også som organisator. Han blev generalmajor 1915 og generalløjtnant 1916. Han døde i 1917 af lungebetændelse.